# Сивоивичест франколин
Сивоивичестият франколин (Pternistis griseostriatus) е вид птица от семейство Phasianidae.

## Разпространение и местообитание
Видът е разпространен само в Ангола. Естествените му местообитания са субтропични или тропически сухи гори, субтропични или тропически влажни низини и субтропични или тропически сухи низини. Заплашен е от загуба на местообитания.